# Saint-Pierre-la-Bourlhonne
Saint-Pierre-la-Bourlhonne is een gemeente in het Franse departement Puy-de-Dôme (regio Auvergne-Rhône-Alpes) en telt 154 inwoners (2005). De plaats maakt deel uit van het arrondissement Ambert.

## Geografie
De oppervlakte van Saint-Pierre-la-Bourlhonne bedraagt 12,2 km², de bevolkingsdichtheid is 12,6 inwoners per km².
De onderstaande kaart toont de ligging van Saint-Pierre-la-Bourlhonne met de belangrijkste infrastructuur en aangrenzende gemeenten.

## Demografie
Onderstaande figuur toont het verloop van het inwonertal (bron: INSEE-tellingen).